# (125) Либератрикс
(125) Либератрикс (фр. Liberatrix) — астероид главного пояса, который принадлежит к металлическим астероидам спектрального класса M. Он был открыт 11 сентября 1872 года французским астрономом Проспером Анри в Парижской обсерватории и, предположительно, назван в честь освобождения
Франции от Пруссии во время франко-прусской войны 1870—1871 гг., или же первого президента французской республики Луи Адольфа Тьера, который организовал займы, позволившие выплатить контрибуцию и тем самым удалить немецкие войска с французской территории.

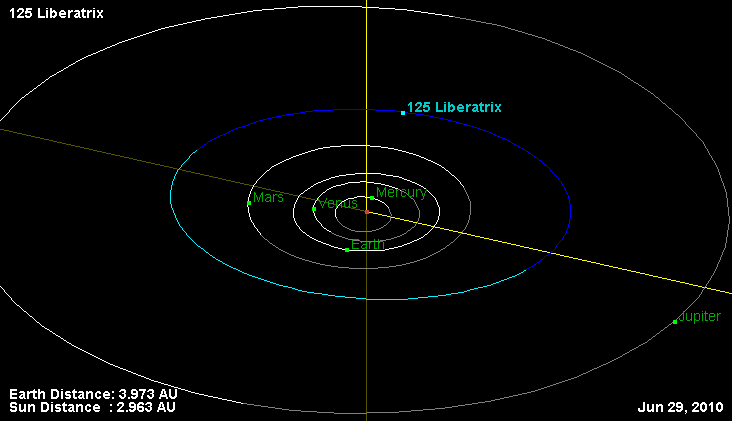
Орбита астероида Либератрикс и его положение в Солнечной системе

Кривая блеска астероида имеет большую амплитуду, что свидетельствует об удлинённой, неправильной форме.